# Simon Gass

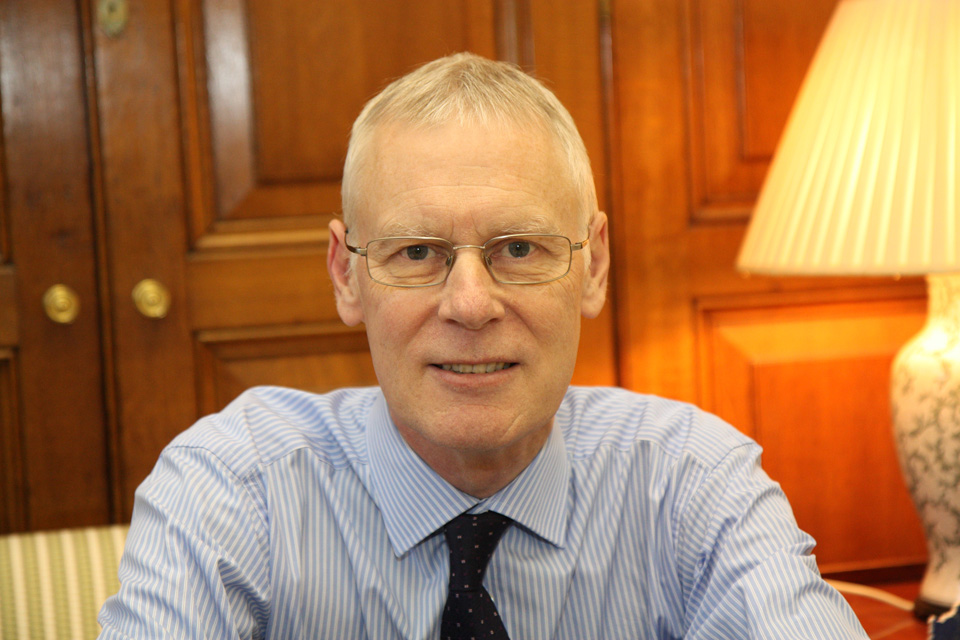
Simon Gass

Sir Simon Lawrance Gass CVO KCMG (* 2. November 1956) ist ein britischer Diplomat.

## Leben
Simon Lawrance Gass trat 1977 in den auswärtigen Dienst. Von 1979 bis 1983 wurde er in Lagos, Nigeria beschäftigt. Von 1984 bis 1987 wurde er in Athen beschäftigt. Von 1987 bis 1992 wurde er im Foreign and Commonwealth Office in London beschäftigt. Von 1992 bis 1995 wurde er in Rom beschäftigt. Von 1995 bis 1998 wurde er im FCO in London beschäftigt. Von 1998 bis 2001 war er Stellvertreter des Hochkommissar (Commonwealth) in Pretoria. Von 2004 bis 2008 war er Botschafter in Athen. Von 2009 bis Oktober 2011 war er Botschafter in Teheran. Seit 14. April 2011 ist er Vertreter des Nordatlantikrates in Kabul.
| Vorgänger      | Amt                                                | Nachfolger        |
| -------------- | -------------------------------------------------- | ----------------- |
| David Madden   | Britischer Botschafter in Athen 2004–2008          | David Landsman    |
| Geoffrey Adams | Britischer Botschafter in Teheran 2009–2011        | Dominick Chilcott |
| Mark Sedwill   | Vertreter des Nordatlantikrates in Kabul seit 2011 | —                 |